# Asteia inanis
Asteia inanis är en tvåvingeart som beskrevs av Lyneborg 1969. Asteia inanis ingår i släktet Asteia och familjen smalvingeflugor.
Artens utbredningsområde är Spanien. Inga underarter finns listade i Catalogue of Life.